# SYSADOA
SYSADOA (z ang. symptomatic slow acting drugs for ostheoarthritis – wolno działające leki objawowe) – grupa leków stosowanych w leczeniu choroby zwyrodnieniowej stawów.
Do SYSADOA zalicza się:
- glukozaminę[1] (inaczej: siarczan glukozaminy[2]) – stosowaną w doustnej dawce 1500 mg dziennie[2];
- siarczan chondroityny[1][2] – stosowany w doustnej dawce 400 mg 2 lub 3 razy dziennie[2];
- piaskledynę (wyciąg fitosteroli i kwasów tłuszczowych z owoców awokado i soi)[1][2] – stosowaną w doustnej dawce 300 mg dziennie[2];
- diacereinę[1][2] – stosowaną w doustnej dawce 50 mg 2 razy dziennie[2].

Niekiedy do tej grupy leków zalicza się także:
- kwas hialuronowy[2][4] – stosowany w cotygodniowych wstrzyknięciach dostawowych, w serii 3–5 iniekcji, powtarzanych co roku[2], aczkolwiek dane dotyczące skuteczności są rozbieżne[4], zalecenia poszczególnych towarzystw naukowych są także niespójne – zalecenia EULAR z 2018 roku oraz ACR\AF z 2019 roku odradzają stosowanie leku, wytyczne OARSI z 2019 roku dopuszczają rozważenie wstrzyknięć do stawu kolanowego[4];
- wyciąg z imbiru[2].

Leki doustne z tej grupy charakteryzują się stosunkowo małą toksycznością, jedynie diacereina często wywołuje biegunkę. Stosowanie iniekcji dostawowych kwasu hialuronowego wiąże się z ryzykiem wywołania ostrego zapalenia stawu w przypadku bezobjawowej uprzednio obecności złogów pirofosforanu wapnia w chrząstce stawowej.
Mimo powszechnego stosowania preparatów SYSADOA przez chorych, nie ma przekonujących dowodów ich skuteczności. Niewielką poprawę notowano podczas stosowania siarczanu chondroityny w chorobie zwyrodnieniowej stawów rąk. Ogólne, zbiorcze zalecenia nakazują rozważyć stosowanie kwasu hialuronowego dostawowo w gonartrozie, a pozostałych leków jako dodatkowy element przeciwbólowego leczenia farmakologicznego (podstawą pozostają leki przeciwbólowe: miejscowe i doustne niesteroidowe leki przeciwzapalne, kapsaicyna, paracetamol, tramadol, kodeina, fentanyl – w zależności od nasilenia dolegliwości).